# Бовдури
Бо́вдури — село в Україні, у Бродівській міській громаді Золочівського району Львівської області. Село Бовдури, а також Шнирів, Білявці та Клекотів були підпорядковані Шнирівській сільській раді. Населення становить 266 осіб.

## Населення
За даними всеукраїнського перепису населення 2001 року в селі мешкало 317 осіб, у 2005 році — 309 осіб, у 2022 році — 266 осіб.
Мова
Розподіл населення за рідною мовою за даними перепису 2001 року був наступним:
| українська | 313 | 98,74 |
| російська  | 3   | 0,95  |
| інші       | 1   | 0,31  |

## Географія
Село Бовдури розташоване на території Малого Полісся над річкою Бовдурка, яка є правою притокою Стиру. З трьох боків села тягнуться ліси. До середини XX століття на південній околиці села був великий став, знищений за радянської влади меліорацією. Село Бовдури розташоване за 121 км від обласного центру, за 57 км від районного центру та за 15 км від центру громади. Відстань до найближчої залізничної станції Броди становить 15 км.

## Назва
Назва села походить від слова «бовдур» — димар, комин. В давнину в цій місцевості з болотної руди видобували залізо, яке випалювали у спеціальних печах.

## Історія
Поселення виникло понад три століття тому. Перша згадка про село датується 1546 роком, наступна — 1557 роком. Першими поселенцями були селяни-кріпаки, основним заняттям яких було сільське господарство. 
За Австрії в селі налічувалось 195 дворів, діяла початкова трикласна школа. Дітей навчав вчитель Шевчуковський. За часів Польщі Бовдури належали Дідику Молодецькому. Наприкінці XIX століття село придбав німець Шмідт. В селі було два фільварки  лісопильний завод (працювало на ньому 65 робітників у дві зміни по 12 годин). Шмідт у своїй власності мав не лише село, а ще й 5000 га землі. 
Під час польсько-радянської війни село зайняте підрозділами Червоної армії. Наприкінці липня 1920 року в селі був створений перший орган радянської влади — комітет сільської бідноти. У серпні того ж року через село проходила Перша кінна армія Семена Будьонного, що прорвала лінію фронту у районі Рівного та переслідувала польські війська, що відступали. Поразка та великі втрати червоної кінноти наприкінці серпня—початку вересня 1920 року під Замостям зірвало реалізацію їхнього плану широкомасштабного рейду на Варшаву. І вже поляки спільно з Дієвою Армією УНР енергійно переслідували частини супротивника, що відступали. Попри усі успіхи на фронті, просування польсько-українських військ було зупинене через укладання польсько-радянського перемир'я.
Того року Бовдури знов опинилися під владою II Речі Посполитої. У міжвоєнний період в селі діяла початкова школа, де навчалися українські та польські діти. У 1929 році відбувся страйк сільськогосподарських працівників місцевих фільварків. Страйкарі відмовилися виходити на роботу та вимагали підвищення зарплатні, чого і домоглися.
Після приходу перших совітів у вересні 1939 року змінився територіально-адміністративний устрій: замість повітів — райони, замість сільських гмін — сільські виконавчі комітети або сільські ради. Так 17 січня 1940 року утворено Бродівський район, а ще 1939 року було утворено Шнирівську сільську раду, до складу якої увійшло село Бовдури. Першим сільським головою був обраний Михайло Дудка. Також з приходом радянської влади був націоналізований панський млин та конфісковано і передано селянам землі, що до того часу належали власнику місцевого фільварку. 
1949 року у Бовдурах було організовано колгосп, який об'єднав в одне ціле 18 сільських дворів (165 осіб). Головою місцевого колгоспу був Кіндрат Петрович Войтович. У 1971 році в село було прокладено нову кам'яну дорогу, по якій згодом почав курсувати автобус «Броди — Бовдури». 
12 червня 2020 року, відповідно до розпорядження Кабінету Міністрів України № 718-р «Про визначення адміністративних центрів та затвердження територій територіальних громад Львівської області», село увійшло до складу Бродівської міської громади. 
19 липня 2020 року, в результаті адміністративно-територіальної реформи та ліквідації Бродівського району, село увійшло до складу новоствореного Золочівського району.
До вересня 2023 року в селі працювала Бовдурівська початкова школа, де у п'яти класах навчається 10 дітей. Нині діяльність школи призупинена. Також в селі функціонують бібліотека, Народний дім (директор — Ольга Вікторівна Вовдзя), ФАП та працює два магазини.

#### Археологія
Поблизу місцевого ставку археологами було виявлено знаряддя праці, які відносяться до періоду неоліту. Серед знахідок — дві грубі двостінні сокири, два камені для розтирання зерна та інший дрібний крем'яний інвентар.

## Пам'ятки
- Церква апостола Іоана Богослова, збудована 1910—1911 роках як римо-католицький костел. За часів радянської влади його було зачинено і лише 1990 року храм було переосвячено на православну церкву апостола Іоана Богослова. Нині церква використовується релігійною громадою села[16] — парафією апостола Іоана Богослова ПЦУ (парох декан, архимандрит Миколай (Мартин))[17], чисельністю 170 вірян[16]. Поховання проводяться на новому сільському цвинтарі розташованому на початку лісу в північно-західній околиці села[18].
- Церква Покрови Пресвятої Богородиці була збудована у 1906—1907 роках в західній частині села при головній дорозі, але під час війни вона згоріла. Лише за часів незалежної України на місці згорілої церкви стараннями місцевого мешканця Степана Петровича Іваніва збудовано дерев'яну капличку, яку 2004 року було освячено на честь апостола Івана Богослова. Поруч з колишньою церквою Покрови Пресвятої Богородиці розташовувався старий сільський цвинтар. Донині збереглося декілька надмогильних пам'ятників кінця XIX століття[18].
- Символічна курган-могила «Борцям за волю України» насипана місцевими мешканцями наприкінці 1990-х років біля старого сільського цвинтаря та її було освячено у 1992 році. Поруч з могилою знаходяться два поховання вояків УПА — місцеві мешканці Володимир Кісь та Степан Зварич, які загинули у боротьбі за волю України[18]. Загиблі упівці стали героями місцевого фольклору — про героїв, склали пісню «Гей там на Бовдурах висока могила».

## Відомі люди
- Ісидор Нагаєвський — український греко-католицький священик, капелян, доктор наук, історик,  Доктор філософії, професор. Наприкінці 1930-х років о. Ісидор був парохом в с. Бовдури.